# Gotha G.V

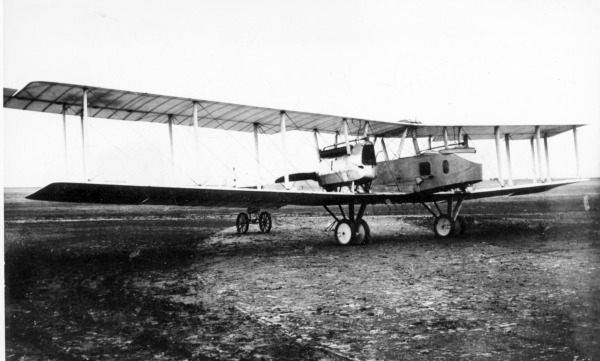
Prototyp der G.V

Die Gotha G.V war ein zweimotoriger Langstreckenbomber der Gothaer Waggonfabrik, der von der deutschen Fliegertruppe im Ersten Weltkrieg eingesetzt wurde.

## Geschichte
Die Gothaer Waggonfabrik baute bereits seit 1915 Großflugzeuge, die vor allem in den strategischen Bombengeschwadern zu Fernangriffen eingesetzt wurden.

## Entwicklung

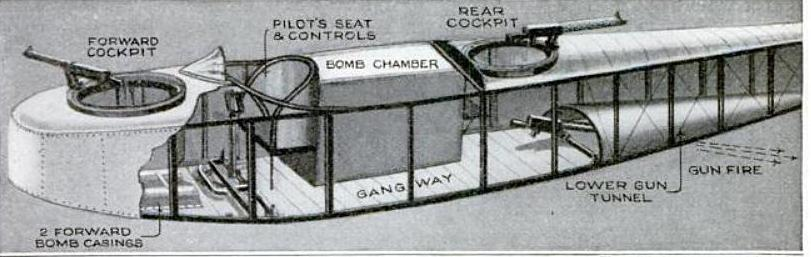
Rumpfkonstruktion

Die Gotha G.V war die Weiterentwicklung der Gotha G.IV. Konstrukteur Hans Burkhard verwendete nun stärkere Motoren und verbesserte damit Nutzlast und Reichweite der Bomber. Burkhard verlegte die Treibstofftanks in den Flugzeugrumpf – die bei den früheren Typen praktizierte Anbringung der Tanks bei den Motoren bedeutete, dass im Gefecht bei überhitztem Motor oder beschädigtem Tank extreme Brandgefahr entstand. Unter dem Rumpf befanden sich drei Aufhängepunkte für P&W-Bomben, unter jedem Innenflügel zwei weitere.

## Varianten
Ab März 1918 erschienen auch die Varianten Gotha G.Va und Gotha G.Vb. Diese hatten gegenüber der G.V einen kürzeren Bug und ein Doppeldecker-Heckleitwerk mit doppelten Seitenrudern, welches das Schussfeld des Fliegerschützen nach hinten verbesserte. Außerdem war nun auch bei Ausfall eines Motors ein Weiterflug möglich, allerdings nur wenn sich das Seitenruder bei starrem Geradeausflug exakt im Luftstrom des Propellers befand. Die G.Va besaß zudem zur besseren Landung noch ein Bugrad unter dem Vorderrumpf. Beide wurden parallel produziert und gelangten im Sommer 1918 an die Front.
Weiterentwicklungen der G.V waren die Gotha G.VI, das weltweit erste Flugzeug mit asymmetrischer Rumpfanordnung und die von Konstrukteur Rösner entwickelten Höhenaufklärer und -bomber Gotha G.VII und Gotha G.VIII mit 260 PS starken Maybach-Motoren, letztere wurde auch bei der LVG als Gotha G.IX in Auftrag gegeben. Auch Ingenieur Burkhard entwarf mit der Gotha G.X mit 160-PS-Mercedes-Motoren einen solchen Flugzeugtyp: Gepanzerte und schwer bewaffnete Ganzmetallflugzeuge, mit denen wieder Tageinsätze bis nach England geflogen werden sollten. Eine weitere Variante war die Gotha GL.VII, eine leichtere Version der G.VII. Diese Flugzeuge kamen nicht mehr zum Fronteinsatz; nach dem Krieg musste Deutschland seine Gotha-Bomber aufgrund der Bestimmungen des Versailler Vertrags verschrotten.

## Einsatz

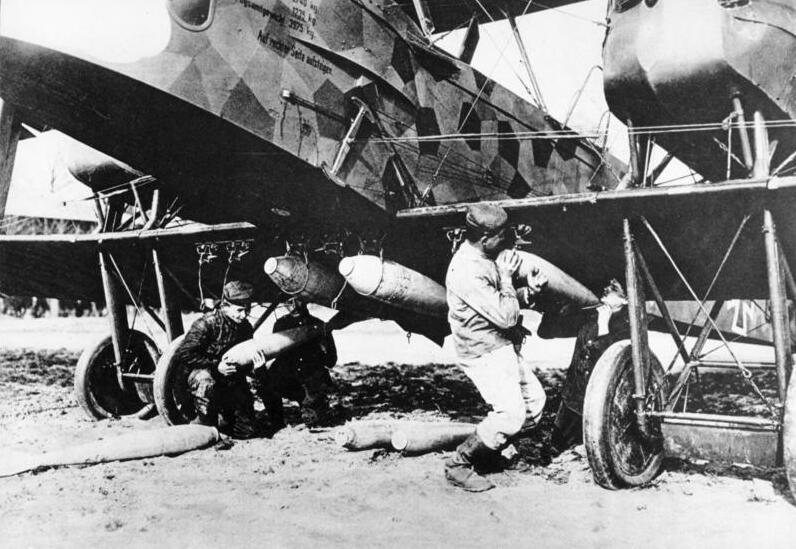
Fliegerbomben der Prüfanstalt und Werft der Fliegertruppe in Berlin-Johannisthal (P. u. W.) werden in die Bombenschlösser einer Gotha G.V eingeklinkt

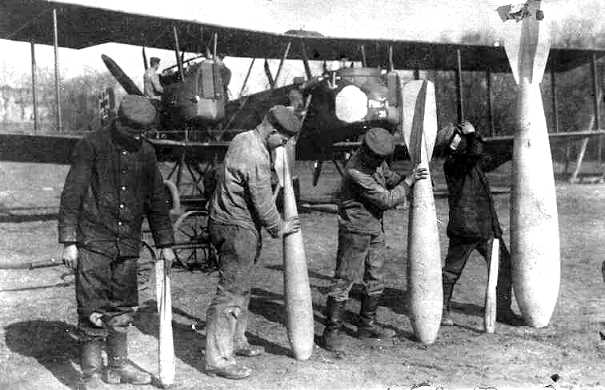
„P&W-Bomben“ von 12,5 bis 300 kg vor einer Gotha G.V

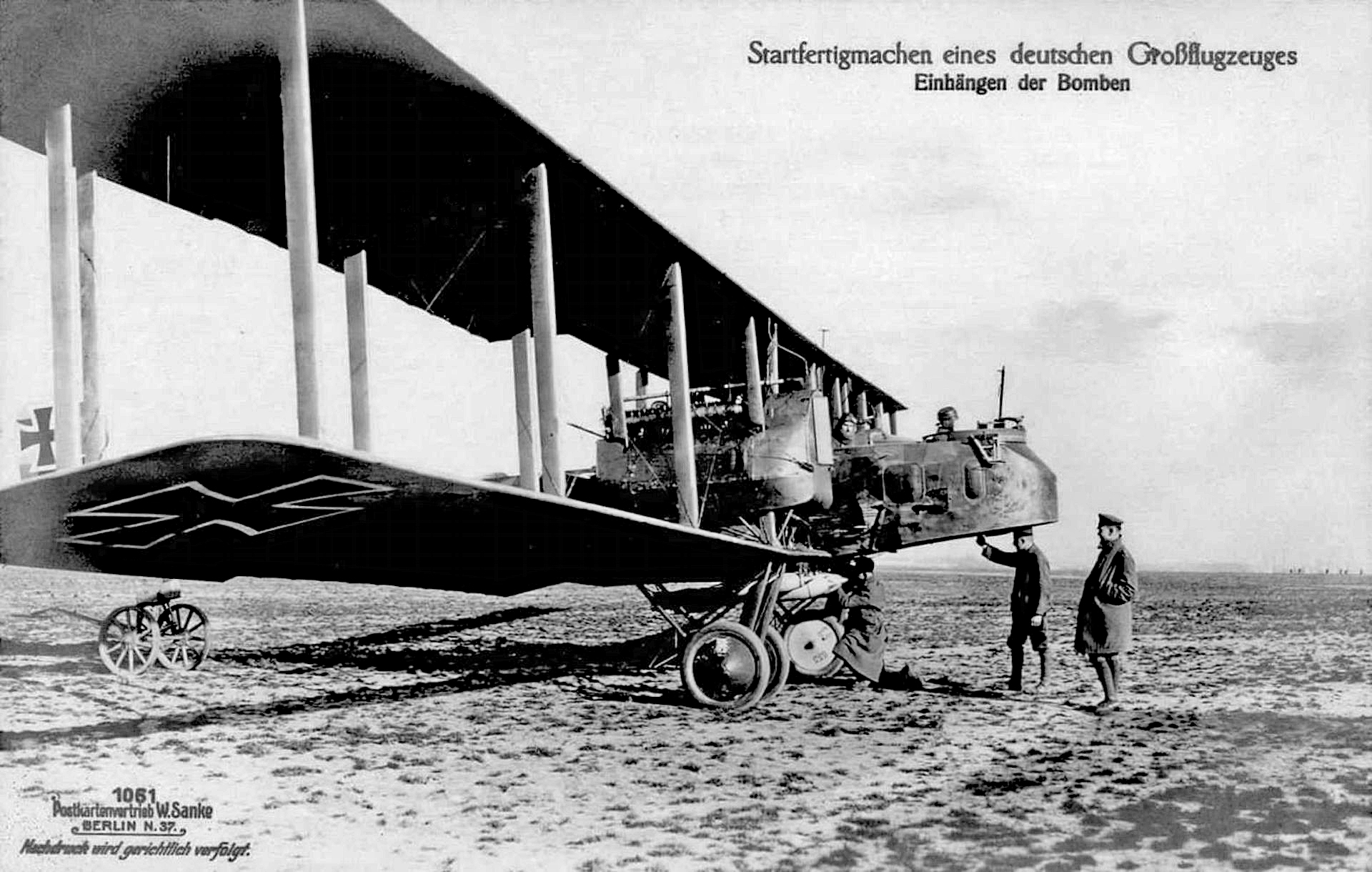
Eine Gotha G.V beim „Startfertigmachen“

Die Gotha G.V gelangte im Herbst 1917 an die Bombengeschwader der Obersten Heeresleitung. Sie wurden wie die G.IV zu strategischen Bombenflügen auf Fernziele wie Südengland angesetzt, aber mit Beginn der deutschen Frühjahrsoffensive 1918 vor allem zur Unterstützung der Bodenoperationen.
Im April 1918 erreichte die G.V mit 36 Flugzeugen ihre größte Frontstärke, danach wurde sie allmählich durch die G.Va und G.Vb ersetzt, die erstmals in diesem Monat ausgeliefert wurden.

## Technische Daten
| Kenngröße             | G.V                                                                                   | G.Va                                                                                  | G.Vb                                                                                  |
| Besatzung             | 3–4                                                                                   | 3–4                                                                                   | 3–4                                                                                   |
| Länge                 | 12,35 m                                                                               | 12,35 m                                                                               | 12,35 m                                                                               |
| Spannweite            | 23,70 m                                                                               | 23,70 m                                                                               | 23,70 m                                                                               |
| Höhe                  | 3,90 m                                                                                | 3,90 m                                                                                | 3,90 m                                                                                |
| Flügelfläche          | 89,50 m²                                                                              | 89,50 m²                                                                              | 89,50 m²                                                                              |
| Nutzlast              | 1405 kg                                                                               | 1205 kg                                                                               | 600 kg                                                                                |
| Leermasse             | 2570 kg                                                                               | 2740 kg                                                                               | 2950 kg                                                                               |
| max. Startmasse       | 3975 kg                                                                               | 3975 kg                                                                               | 4550 kg                                                                               |
| Höchstgeschwindigkeit | 140 km/h                                                                              | 140 km/h                                                                              | 135 km/h                                                                              |
| Steiggeschwindigkeit  | 28 min auf 3000 m Höhe                                                                |                                                                                       |                                                                                       |
| Dienstgipfelhöhe      | 6500 m                                                                                | 6500 m                                                                                | 6500 m                                                                                |
| Reichweite            | 840 km                                                                                | 840 km                                                                                | 810 km                                                                                |
| Flugdauer             |                                                                                       | 6 h                                                                                   |                                                                                       |
| Triebwerke            | zwei wassergekühlte Sechszylinder-Reihenmotoren Mercedes D IVa je 260 PS (ca. 190 kW) | zwei wassergekühlte Sechszylinder-Reihenmotoren Mercedes D IVa je 260 PS (ca. 190 kW) | zwei wassergekühlte Sechszylinder-Reihenmotoren Mercedes D IVa je 260 PS (ca. 190 kW) |
| Bewaffnung            | 2–3 × 7,92 mm Parabellum MG, 350 kg Bomben                                            |                                                                                       |                                                                                       |